# Odratzheim
Odratzheim es una localidad y comuna francesa, situada en el departamento de Bajo Rin en la región de Alsacia.

## Demografía
| 246 | 238 | 247 | 284 | 291 | 334 | 347 | 399 |
| Para los censos de 1962 a 1999 la población legal corresponde a la población sin duplicidades (Fuente: INSEE [Consultar]) |     |     |     |     |     |     |     |

## Patrimonio
- Iglesia de Sainte Marguerite
- Castillo de Geraudon
- Antigua Sinagoga